# 1º Fronte bielorusso
Il 1º Fronte bielorusso fu un grande raggruppamento strategico dell'Armata Rossa sovietica, costituito nell'ultimo periodo della seconda guerra mondiale sul Fronte orientale. Il Fronte nella terminologia tradizionale russa e sovietica era equivalente ad un gruppo d'armate degli eserciti occidentali.
Una parte dei reparti del 1º Fronte bielorusso e i suoi quadri di comando provenivano direttamente dal Fronte del Don che aveva concluso vittoriosamente nel 1943 la battaglia di Stalingrado costringendo alla resa la 6ª Armata tedesca.

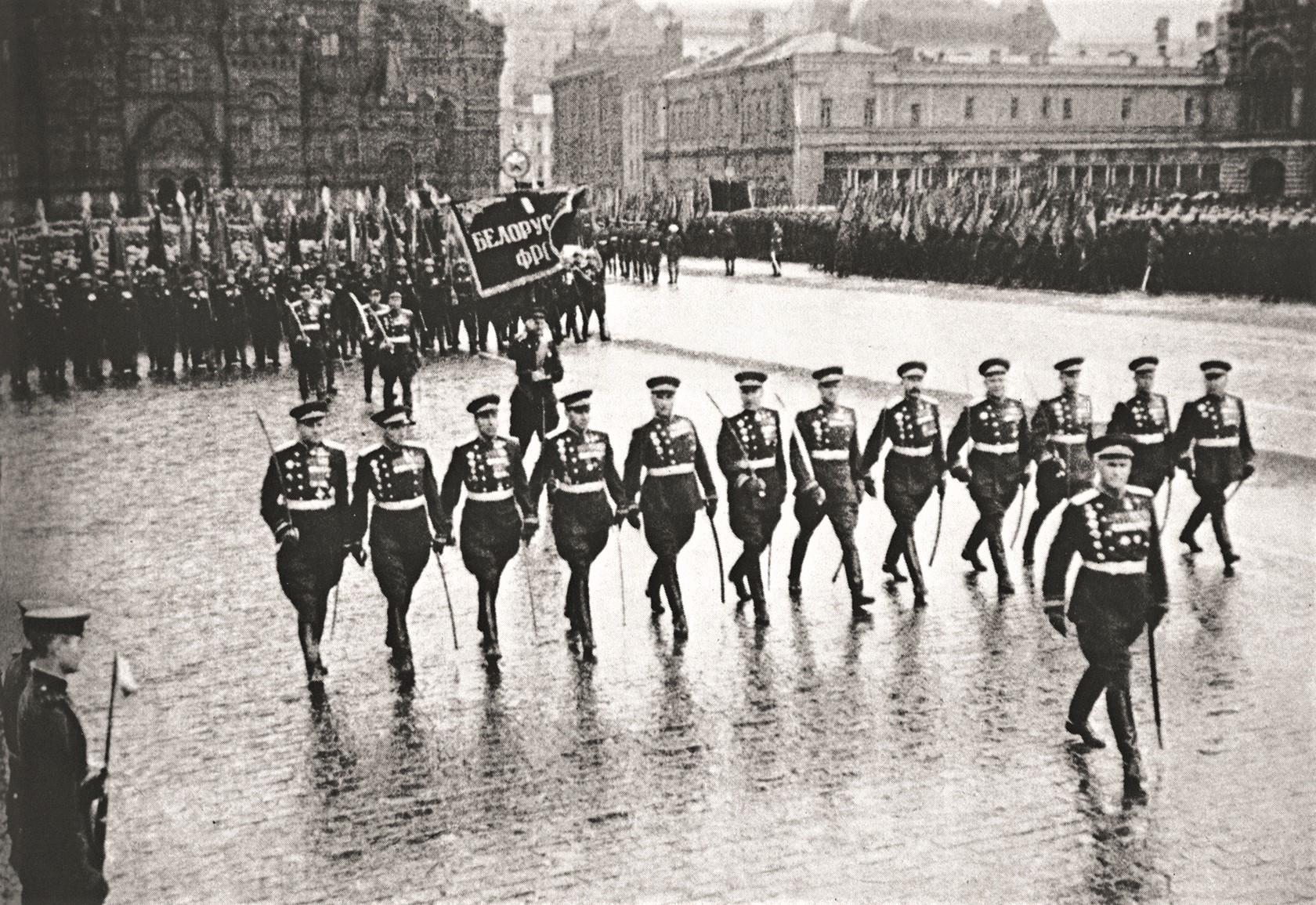
Gli ufficiali del 1º Fronte bielorusso, guidati dal vice-comandante, generale Vasilij Sokolovskij, durante la Parata della vittoria di Mosca del 1945.

Costituito da numerose armate combinate, rafforzate da due armate corazzate delle guardie e da altri corpi d'armata meccanizzati autonomi, il 1º Fronte bielorusso era schierato nell'area di attacco principale dell'Armata Rossa sulla direttrice Minsk-Varsavia-Berlino e svolse un ruolo decisivo nella fase finale della guerra. All'inizio sotto il comando dell'abile maresciallo Konstantin Rokossovskij, che già aveva guidato il Fronte del Don a Stalingrado, partecipò alla grande operazione Bagration, contribuendo alla distruzione del Gruppo d'armate Centro e alla conseguente liberazione di Minsk e Brest Litovsk; le armate del Fronte subito dopo sferrarono l'offensiva Lublino-Brest e avanzarono in profondità fino alla linea della Vistola. Giunte alle porte di Varsavia, peraltro le truppe del 1º Fronte bielorusso furono contrattaccate e dovettero passare sulla difensiva, rinunciando a prestare soccorso alla rivolta di Varsavia.
Alla fine del 1944, il maresciallo Rokossovskij, con suo grande dispiacere, dovette cedere il comando del 1º Fronte bielorusso al famoso maresciallo Georgij Žukov che Stalin aveva designato per guidare l'ultima fase della guerra lungo la direttrice che portava al cuore della Germania. Il maresciallo Žukov ottenne un impressionante successo nel gennaio 1945 con l'offensiva Vistola-Oder e i suoi carri armati arrivarono in pochi giorni fino a 80 chilometri da Berlino. Arrestata la sua avanzata su ordine diretto di Stalin, il maresciallo Žukov a febbraio e marzo partecipò ai logoranti combattimenti in Pomerania. Dopo un rapido raggruppamento e il rafforzamento delle sue forze, nel successivo mese di aprile il 1º Fronte bielorusso combatté la decisiva battaglia di Berlino. In quest'ultima battaglia, le armate del Fronte vennero impegnate duramente dai difensori e subirono pesanti perdite nella fase di sfondamento iniziale e nei combattimenti dentro la città; tra morti e feriti perse 179 490 soldati e circa 1.000 mezzi corazzati. Il 1º Fronte bielorusso tuttavia disponeva di una massa imponente di uomini e mezzi e riuscì alla fine a superare l'accanita resistenza e a costringere alla resa il 2 maggio 1945 la guarnigione di Berlino, concludendo vittoriosamente la guerra nel cuore della Germania. Il 1º Fronte bielorusso rivendicò di aver ucciso o ferito nell'operazione Berlino 218.990 soldati nemici e di avere catturato 250.500 uomini; sarebbero stati distrutti o catturati in quest'ultima battaglia 1.806 mezzi corazzati tedeschi.
Per tutto questo periodo il 1º Fronte bielorusso, equipaggiato con migliaia di carri armati e cannoni e supportato da due armate aeree, fu sempre il raggruppamento strategico più potente dell'Armata Rossa. Dopo la guerra la maggior parte della armate del 1º Fronte bielorusso rimasero sul territorio tedesco e la struttura di comando venne trasferita al nuovo Gruppo di forze sovietiche in Germania che per 40 anni sarebbe stato schierato sulla prima linea della cortina di ferro.

## Comandanti in capo del 1º Fronte bielorusso
| # | Nome                                   | Immagine | Inizio           | Termine          | Note                                                         |
| - | -------------------------------------- | -------- | ---------------- | ---------------- | ------------------------------------------------------------ |
| 1 | Konstantin Konstantinovič Rokossovskij |          | 24 febbraio 1944 | 16 novembre 1944 | Trasferito al comando del 2º Fronte bielorusso               |
| 2 | Georgij Konstantinovič Žukov           |          | 16 novembre 1944 | 10 giugno 1945   | Assume il comando del Gruppo di forze sovietiche in Germania |

## Ordine di battaglia nell'operazione Berlino 1945
- Quartier generale
- 1ª Armata corazzata delle guardie
- 2ª Armata corazzata delle guardie
- 8ª Armata delle guardie
- 3ª Armata d'assalto
- 5ª Armata d'assalto
- 33ª Armata
- 47ª Armata
- 61ª Armata
- 69ª Armata
- 1ª Armata polacca
  -  9º Corpo corazzato
  -  11º Corpo corazzato
  -  2º Corpo di cavalleria delle guardie (meccanizzato)
  -  7º Corpo di cavalleria delle guardie (meccanizzato)

Note:

## Effettivi nell'operazione Berlino
| Consistenza organica del 1º Fronte bielorusso durante la battaglia di Berlino.                                                                                             |
| Personale ufficiali e soldati: 768.100 |
| Mezzi di trasporto autocarri: 44.332 |
| Armamento carri armati: 1.795 cannoni semoventi: 1.360 cannoni anticarro: 2.306 pezzi d'artiglieria campale: 7.442 cannoni contraerei: 1.665 aerei da combattimento: 3.188 |